# Herz Scheuer
Abraham Naftali Herz Scheuer, auch Abraham-Naftali Herz ben David (bürgerlich: David Scheuer; geb. 1753 in Frankfurt am Main; gest. 10. Oktober 1822 in Mainz) war Rabbiner in Mainz und Gegner der reformjüdischen Bewegung des französischen Konsistoriums. Er bekämpfte unter anderem die Übernahme der Orgel in den Gottesdienst. Er war Lehrer von Isaak Bernays.

## Leben
Abraham Scheuer wurde 1753 in Frankfurt am Main als Sohn des Rabbiners (David) Tewele Scheuer und der Sara Ester Reinganum geboren. Sein Bruder Michael Scheuer war ebenfalls Rabbiner. Er war ein Enkel des Nathan Utitz und ein Sohn der Bella Utitz. Er heiratete 1771 Perl Lucka, Tochter Samuel Luckas aus Prag.
Scheuer übernahm die Jeschiva seines Vaters in Kurmainz als Rosch-Jeschiva (Schulhaupt) von 1778 bis 1782, wobei er seinen Bruder Rabbi Mechel Scheuer ablöste. 1782 lehnte er die Übernahme des Amtes des Oberrabbiners ab, er arbeitete als Unterrabbiner und Lehrer. 1792/93 flüchtete er vor der Französischen Revolution nach Aschaffenburg.
Zu seiner Zeit war die Talmudschule in Magenza weithin berühmt und wurde zeitweise von 50 Studenten besucht. Nach seiner Entlassung verlor sie an Bedeutung. Er bildete viele deutsche und französische Rabbiner aus.
Sein Bruder Michael gründete die Talmudschule in Mannheim.
Seit 1799 war Scheuer Oberrabbiner in der Mainzer Republik; 1810 legte er sein Amt auf Grund der Reformen des Consistoire du Département du Mont-Tonnerre nieder; Der Rabbiner von Mont-Tonnerre, Samuel Levi (1751–1813), der bei Napoleon offenbar einen guten Eindruck hinterlassen hatte, wurde 1808 als „Grand-Rabbin“ mit der Leitung des Konsistoriums in Mainz betraut. Napoleon hatte ihm alternativ die gleiche Position auch in Metz angeboten. In Mainz hatte er es sehr schwer, die dortige Gemeinde an die neue Zeit zu gewöhnen, es kam zu erheblichen Spannungen. Scheuer legte sein Amt wegen Levi nieder und kehrte erst nach Levis Tod und dem Ende der napoleonischen Herrschaft 1814 provisorisch in das Amt zurück.
Scheuer war nach dem Ende der Mainzer Republik auch wieder Leiter der Jeschiwa in Mainz.
Seine Grabrede hielt Wolf Hamburger.

## Lehre und Schüler
Er galt als Kenner der jüdischen Mystik und war Autor des Tore Zahaw, des nach Gershom Scholem letzten Werkes der jüdischen Kabbala. Das Buch, dessen Titel „Goldene Ketten“ bedeutet (nach Hoheslied 1,11), 
Doch ich will dir noch mehr geben:
Ein Geschmeide aus Gold sollst du haben

und Perlen um den Hals, in Silber gefasst!
wurde posthum von seinem Enkel Samuel (Shmuel) Bondi (1794–1877) 1875 herausgegeben, Sohn des aus Dresden stammenden Moses-Jona Bondi, seines engsten Mitarbeiters, und Scheuers Tochter Bella (Berta) Scheuer.
Als einer von wenigen Rabbinern lehnte er eine Bezahlung für sein Amt ab und gab sein Amt auf, um sich nicht durch Zusammenarbeit mit dem Konsistorium zu kompromittieren. Er war auch der Autor des berühmten Werkes Lied der Lieder über den Zohar.
Er wurde durch seine auf die Halacha gestützte Ablehnung der Orgel in Synagogen bekannt, die er in dem Sammelband Eleh Dibre ha-B'rit (Dies sind die Worte des Bundes, Altona 1819) dargelegt hatte.
Seine Schüler waren u. a.:
- Löb Wormser (Sohn des Seckel Löb Wormser), Rabbinatsverweser in Fulda[19]
- Salomon Herxheimer
- Itzig Oppenheim[20]
- Hirsch Kunreuther, Rabbiner in Gelnhausen
- Jacob Löwenstein, Bezirksrabbiner in Baden
- Isaak Bernays, Rabbiner von Hamburg
- Marchand Ennery, Rabbiner von Nancy
- Menahem Mendel ben Naphtali Hirsch Kargau

Sei berühmtester Schüler war Isaak Bernays.